# Erythromycin
Erythromycin là một kháng sinh hữu ích trong điều trị một số bệnh nhiễm khuẩn. Các bệnh này có thể kể đến như nhiễm trùng đường hô hấp, nhiễm trùng da, nhiễm chlamydia, bệnh viêm vùng chậu, và giang mai. Chúng cũng có thể được sử dụng khi đang mang thai để ngăn ngừa nhiễm liên cầu khuẩn nhóm B ở trẻ sơ sinh. Erythromycin có thể được sử dụng để cải thiện bệnh liệt dạ dày. Chúng có thể được đưa vào cơ thể nhờ tiêm tĩnh mạch hoặc uống thuốc. Thuốc mỡ mắt thường được khuyến cáo sau khi sinh để ngăn ngừa nhiễm trùng mắt ở trẻ sơ sinh.
Các tác dụng phụ thường gặp bao gồm đau quặn bụng, nôn mửa và tiêu chảy. Tác dụng phụ nghiêm trọng hơn có thể bao gồm viêm đại tràng Clostridium difficile, các vấn đề về gan, hội chứng QT dài và các phản ứng dị ứng. Chúng khá an toàn cho những người có tiền sử dị ứng với penicillin. Erythromycin cũng có vẻ an toàn khi sử dụng trong khi mang thai. Dù thường được coi là an toàn trong thời gian cho con bú, người mẹ sử dụng thuốc trong hai tuần đầu đời có thể làm tăng nguy cơ hẹp môn vị ở trẻ. Nguy cơ này cũng có nếu được thuốc được dùng trực tiếp bởi em bé trong độ tuổi này. Đây là kháng sinh thuộc họ macrolide và hoạt động bằng cách giảm sinh tổng hợp protein của vi khuẩn.
Erythromycin lần đầu tiên được phân lập vào năm 1952 từ chủng vi khuẩn Saccharopolyspora erythraea. Nó nằm trong danh sách các thuốc thiết yếu của Tổ chức Y tế Thế giới, tức là nhóm các loại thuốc hiệu quả và an toàn nhất cần thiết trong một hệ thống y tế. Erythromycin có sẵn dưới dạng thuốc gốc và không tốn kém lắm. Giá bán buôn ở các nước đang phát triển là từ 0,03 đến 0,06 USD/viên.